# Neuhofen (Postmünster)
Neuhofen ist ein Gemeindeteil der Gemeinde Postmünster im niederbayerischen Landkreis Rottal-Inn. Bis 1971 bildete es eine selbstständige Gemeinde.

## Lage
Das Pfarrdorf Neuhofen liegt im Rottal etwa fünf Kilometer nordwestlich von Postmünster.

## Geschichte
Ein Heinricus de Niunhoven erscheint schon um 1130 als Siegelzeuge. Die Edlen von Neuhofen sind vom 12. bis zum 14. Jahrhundert nachweisbar. Später war die Hofmark Neuhofen im Besitz von Kloster Aldersbach.
Neuhofen gehörte zur Obmannschaft Postmünster und erscheint ab 1532 als eigene Obmannschaft im Amt Pfarrkirchen des Landgerichtes Reichenberg-Pfarrkirchen. Aus dieser Obmannschaft sowie Teilen der Obmannschaft Hafenbach wurde 1809 der Steuerdistrikt Neuhofen formiert. Aus diesem ging 1818 die landgerichtische Gemeinde Neuhofen hervor, die 42 Ortsteile umfasste. Sie war Teil des Bezirksamts bzw. Landkreises Pfarrkirchen und wurde im Zuge der Gebietsreform in Bayern am 1. April 1971 in die neue Großgemeinde Postmünster eingegliedert.
Kirchlich war Neuhofen ursprünglich eine Filiale der Pfarrei Schönau. Sie wurde später Vikariat, bevor 1806 die Pfarrei Neuhofen errichtet wurde.

## Sehenswürdigkeiten
- Pfarrkirche St. Johannes Enthauptung. Sie wurde um 1500 erbaut und 1906 nach Westen verlängert. Die Einrichtung stammt hauptsächlich aus dem 18. Jahrhundert, ein spätgotisches Hochaltarkruzifix aus dem frühen 16. Jahrhundert, eine Maria mit Kind auf dem nördlichen Seitenaltar aus der Zeit um 1485.

## Vereine
- BBV Neuhofen
- Freiwillige Feuerwehr Neuhofen
- Kath. Frauenbund Neuhofen
- KLJB Neuhofen
- KSK Neuhofen
- Rotes Kreuz Neuhofen
- Seniorenclub Neuhofen
- TuS Neuhofen